# 鬼ヶ城山 (長野県)
鬼ヶ城山（おにがじょうやま）は長野県下伊那郡喬木村にある山。三角点のある山頂の標高は1,483.0メートルだが、山頂の東側には1,501メートルのピークがある。

## 概要
伊那山地の西側に位置する独立峰で、県道251号で喬木村氏乗の貸又集落に向かい、山中に入った標高930メートルの場所に入山口がある。ここから山頂まで1丁（約109メートル）毎に41個の丁石が配置されており、山頂には鬼ヶ城社が祀られている。この神社の本殿は天文9年（1540年）に多田七郎次によって建立されたと伝えられ、春と秋には七郎次の末裔によって祭祀が行われているという。
北側からは鬼ヶ城沢川、南側からは八重櫃洞が西に向かって流下しており、天竜川水系の小川川に合流。周辺には東側に氏乗山（1,818.7メートル）、北西に毛無山（1,130.3メートル）、南西に喬木山（1,192.9メートル）などがある。
昭和10年代に鉄鉱石の試掘が行なわれたが商業的な採掘には至らなかった。近年の再調査で磁硫鉄鉱を含むスカルン鉱床とされている。